# 제17회 미쟝센 단편 영화제
제17회 미쟝센 단편 영화제는 2018년 6월 28일에 열린 시상식이다.

## 수상 및 후보

### 비정성시 최우수작품상
- 자유연기 - 김도영 수상

### 사랑에관한짧은필름 최우수작품상
- 그 언덕을 지나는 시간 - 방성준 수상

### 절대악몽 최우수작품상
- 히스테리아 - 장만민 수상

### 희극지왕 최우수작품상
- 시체들의 아침 - 이승주 수상

### 4만번의구타 최우수작품상
- 친구 - 곽기봉 수상

### 심사위원특별상
- 화려한 외출 - 안형혜 수상
- 꼬리 - 김후중 수상
- 신기록 - 허지은 외 1명 수상

### 심사위원 특별상 연기부문
- 동아 - 심달기 수상
- 자유연기 - 강말금 수상
- 꼬리 - 이원종 수상

### I love Shorts! 관객상
- 자유연기 - 김도영 수상

### 미쟝센 편집상
- 김희선 - 김민주 수상

### 비정성시 부문
- 미나 - 박우건
- 휴가 - 김건휘
- 밝은 미래 - 허정재
- 동아 - 권예지
- 신기록 - 허지은 외 1명
- 컨테이너 - 김세인
- 우리 - 정해성
- 수련회 가는 날 - 고가림
- 피식자들 - 이경
- 인사3팀의 캡슐커피 - 정해일
- 성인식 - 오정민
- 나방 - 이희범
- 자유연기 - 김도영
- 착한 사람은 거짓말 하지 않는다 - 조중건

### 사랑에 관한 짧은 필름 부문
- 그 언덕을 지나는 시간 - 방성준
- 5월 14일 - 부은주
- 나는 아직도 그녀의 족발이 그립다 - 김진화
- 학원선생 - 박인아
- 휴가 - 김윤선
- 피부와 마음 - 박지연
- 김희선 - 김민주
- 찾을 수 없습니다 - 엄하늘
- 회전목마 - 장만민
- 치파오 돌려입기 - 노풀잎
- 탠저린 - 심규호
- 텔미비전 - 임종민

### 희극지왕 부문
- 종말의 주행자 - 조현민
- 그 새끼를 죽였어야 했는데 - 이가홍
- 까치까치 설날은 - 이윤화
- 스포주의 - 김경윤
- 시체들의 아침 - 이승주
- 감독춘향 - 이상일
- 대리 드라이버 - 백승환
- 십자인대 - 김유준
- 전전날 - 박광호
- 오늘의 역사 - 홍재완
- 해주세요 - 정희석

### 절대악몽 부문
- 화려한 외출 - 안형혜
- 속옷도둑 미숙씨 - 이준호
- 솧 - 서보형
- 히스테리아 - 장만민
- 이브 - 신대용
- 불놀이 - 김세인
- 코코코 눈! - 원
- 고요 - 김태완
- 컨테이너 - 유우일
- 아무것도 - 이석용
- 엄마 - 임승미
- 모래 놀이 - 최초아
- 존재증명 - 김태윤

### 4만번의 구타 부문
- 미트 - 박상욱
- 꼬리 - 김후중
- 친구 - 곽기봉
- 직무유기 - 신지훈
- 가드올리고 BOUNCE! - 배수민
- 미완성 - 장대욱
- 왈패 - 김동효
- 마트료시카 - 살로메 뒤보아

### 국내초청 - 미래에 관한 단상들
- 멈추지 마 - 김건
- 낙진 - 권혁준
- 오제이티 - 최수진
- 구원의 날 - 심찬양 외 1명

### 국내초청 - 시그니처: 하나의 이야기, 다른 영화
- 용순, 열 여덟 번째 여름 - 신준
- 12번째 보조사제 - 장재현

### 전년도 수상작
- 악당출현 - 유수민
- 혐오돌기 - 김현
- 텐더 앤 윗치 - 전두관
- 잠몰 - 이승환
- 감독님 연출하지 마세요 - 이대영
- 시시콜콜한 이야기 - 조용익
- 나만 없는 집 - 김현정
- 2박 3일 - 조은지
- 장례난민 - 한가람